# Gösta Sandberg (militär)
Gösta Sandberg, född 11 mars 1909 i Värnamo, död 8 oktober 1984 i Bromma, Stockholm, var en svensk officer i Flygvapnet.

## Biografi
Sandberg blev fänrik i Flottan år 1930. Han befordrades till underlöjtnant 1932, löjtnant 1934, till kapten vid Södermanlands flygflottilj (F 11) 1940, till major  1944 och överstelöjtnant 1947.
År 1936 övergick han till Flygvapnet. Sandberg kom under större delen av sin aktiva tid i Flygvapnet tjänstgöra som lärare och chef för olika utbildningsväsen. År 1949 tillträdde han befattningen som chef för Roslagens flygkår (F 2), ett markskoleförband som bildats den 1 juli 1949. Sandberg var kvar vid F 2 fram till år 1957, då han tillträdde befattningen som tillförordnad ställföreträdande eskaderchef för Första flygeskadern (E 1). Sandberg lämnade Flygvapnet 1964.